# Légny
Légny est une commune française, située dans le département du Rhône en région Auvergne-Rhône-Alpes.

## Géographie

### Localisation
Ce village des Pierres dorées, dans le Beaujolais viticole, s'étale de chaque côté de l'Azergues, offrant aux regards ses chemins dans les bois, le long des rivières, ses collines, ses vignobles, sans oublier sa forêt de La Flachère avec ses sentiers découverte.
Légny est le point de départ de circuits pédestres, de circuits VTT, de bandes cyclables aménagées avec un « point vélo », de chemins équestres ou de découverte des produits du terroir.
| Saint-Vérand |       | Val d'Oingt |
|              | Légny |             |
| Sarcey       |       | Le Breuil   |

### Climat
Pour des articles plus généraux, voir Climat d'Auvergne-Rhône-Alpes et Climat du Rhône.
En 2010, le climat de la commune est de type climat océanique dégradé des plaines du Centre et du Nord, selon une étude du Centre national de la recherche scientifique s'appuyant sur une série de données couvrant la période 1971-2000. En 2020, Météo-France publie une typologie des climats de la France métropolitaine dans laquelle la commune est exposée à un climat de montagne ou de marges de montagne et est dans la région climatique Nord-est du Massif Central, caractérisée par une pluviométrie annuelle de 800 à 1 200 mm, bien répartie dans l’année.
Pour la période 1971-2000, la température annuelle moyenne est de 11,1 °C, avec une amplitude thermique annuelle de 17,4 °C. Le cumul annuel moyen de précipitations est de 840 mm, avec 9,8 jours de précipitations en janvier et 6,5 jours en juillet. Pour la période 1991-2020, la température moyenne annuelle observée sur la station météorologique de Météo-France la plus proche, « Le Breuil », sur la commune du Breuil à 2 km à vol d'oiseau, est de 11,6 °C et le cumul annuel moyen de précipitations est de 749,8 mm,. Pour l'avenir, les paramètres climatiques de la commune estimés pour 2050 selon différents scénarios d'émission de gaz à effet de serre sont consultables sur un site dédié publié par Météo-France en novembre 2022.

## Urbanisme

### Typologie
Au 1er janvier 2024, Légny est catégorisée commune rurale à habitat dispersé, selon la nouvelle grille communale de densité à sept niveaux définie par l'Insee en 2022.
Elle appartient à l'unité urbaine de Val d'Oingt, une agglomération intra-départementale regroupant neuf  communes, dont elle est une commune de la banlieue,,. Par ailleurs la commune fait partie de l'aire d'attraction de Lyon, dont elle est une commune de la couronne,. Cette aire, qui regroupe 397 communes, est catégorisée dans les aires de 700 000 habitants ou plus (hors Paris),.

### Occupation des sols
L'occupation des sols de la commune, telle qu'elle ressort de la base de données européenne d’occupation biophysique des sols Corine Land Cover (CLC), est marquée par l'importance des territoires agricoles (67,8 % en 2018), en diminution par rapport à 1990 (68,7 %). La répartition détaillée en 2018 est la suivante : 
prairies (24,1 %), forêts (21,9 %), zones agricoles hétérogènes (21,4 %), cultures permanentes (15,2 %), zones urbanisées (10,3 %), terres arables (7 %). L'évolution de l’occupation des sols de la commune et de ses infrastructures peut être observée sur les différentes représentations cartographiques du territoire : la carte de Cassini (XVIIIe siècle), la carte d'état-major (1820-1866) et les cartes ou photos aériennes de l'IGN pour la période actuelle (1950 à aujourd'hui).

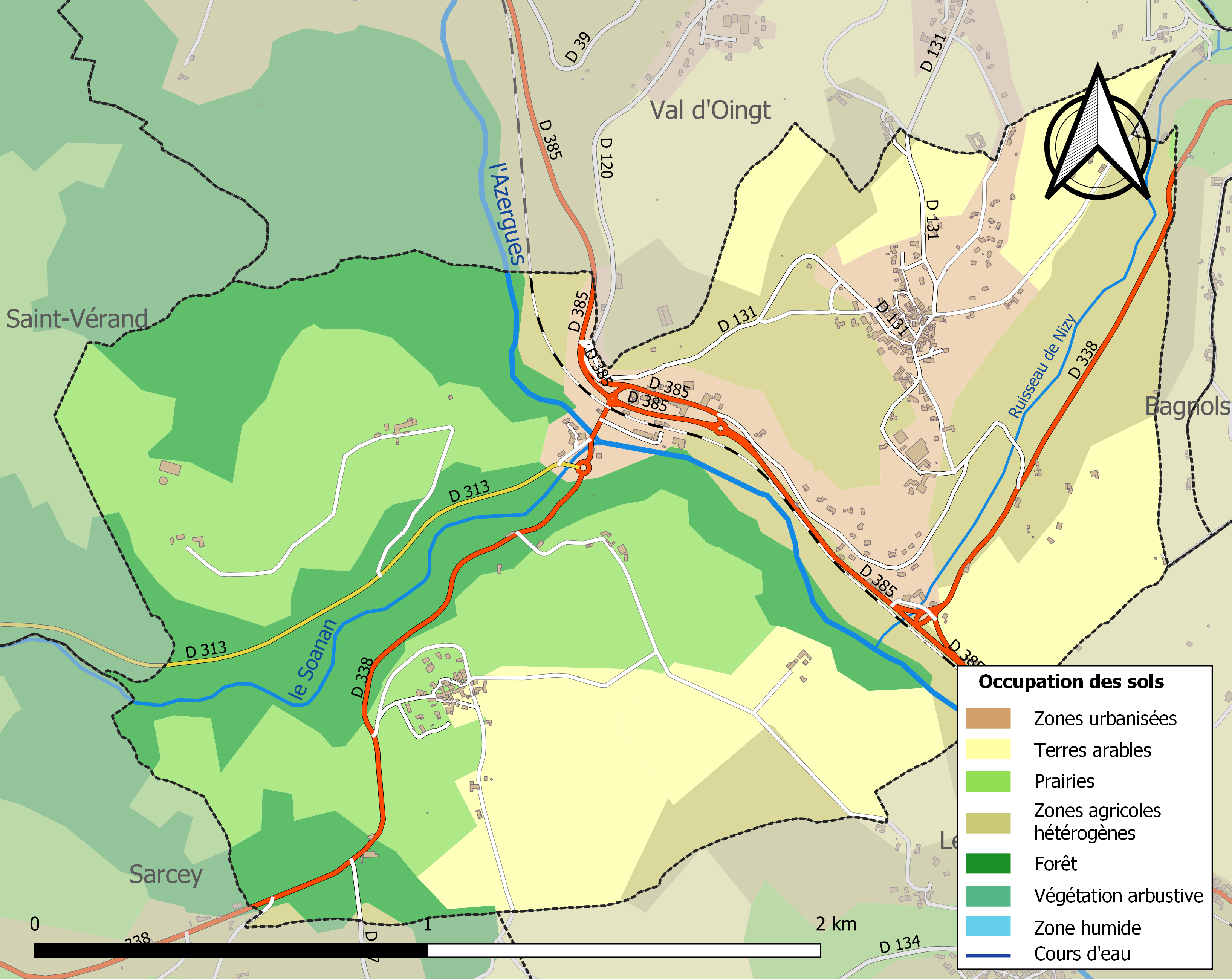
Carte des infrastructures et de l'occupation des sols de la commune en 2018 (CLC).

## Toponymie
Selon Jacques Gonnet, qui a mené une étude approfondie pour retrouver l'origine du nom des habitants de cette commune, les formes anciennes du nom de Légny sont Laigneu, Leigneu, Laineu, Lenya, Leygny.
Plusieurs suppositions s'en dégagent : la première est que les habitants de Légny auraient été des bergers vendant la laine de leurs moutons. Une autre étymologie fait penser aux Lénées, fêtes athéniennes en l'honneur de Bacchus, que l'on célébrait au temps des vendanges.
Selon Paul Charrondière, Légny, appelé Laniacus en 1005, est, peut-être, formé sur la base prélatine « lin », désignant un cours d'eau (qu'on retrouve dans Lignon), mais peut-être aussi issu du latin « linea » (limite) ou du nom d'un Romain appelé Lagnus.

## Histoire

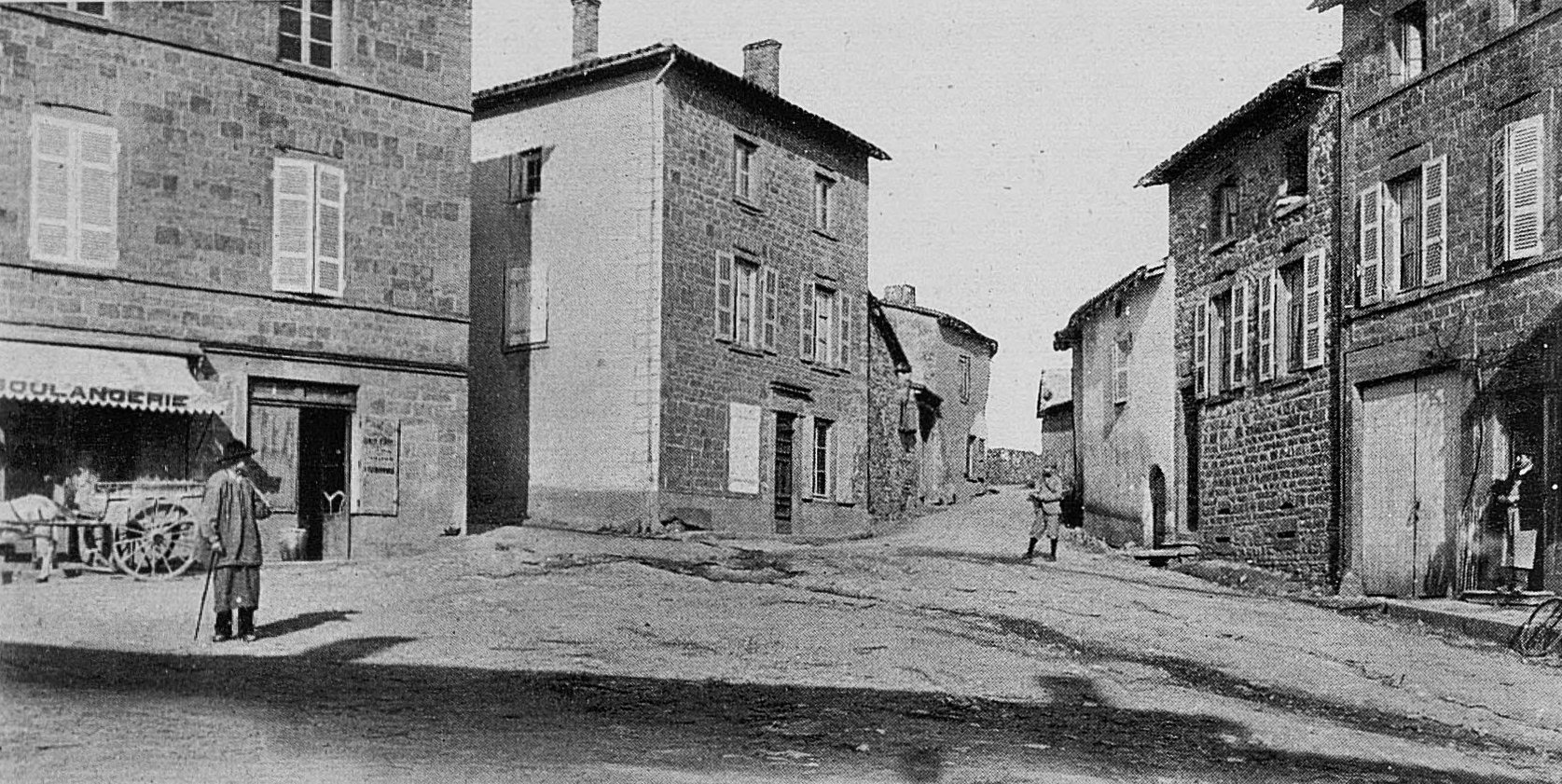
La place de Légny au début du XXe siècle.

## Politique et administration

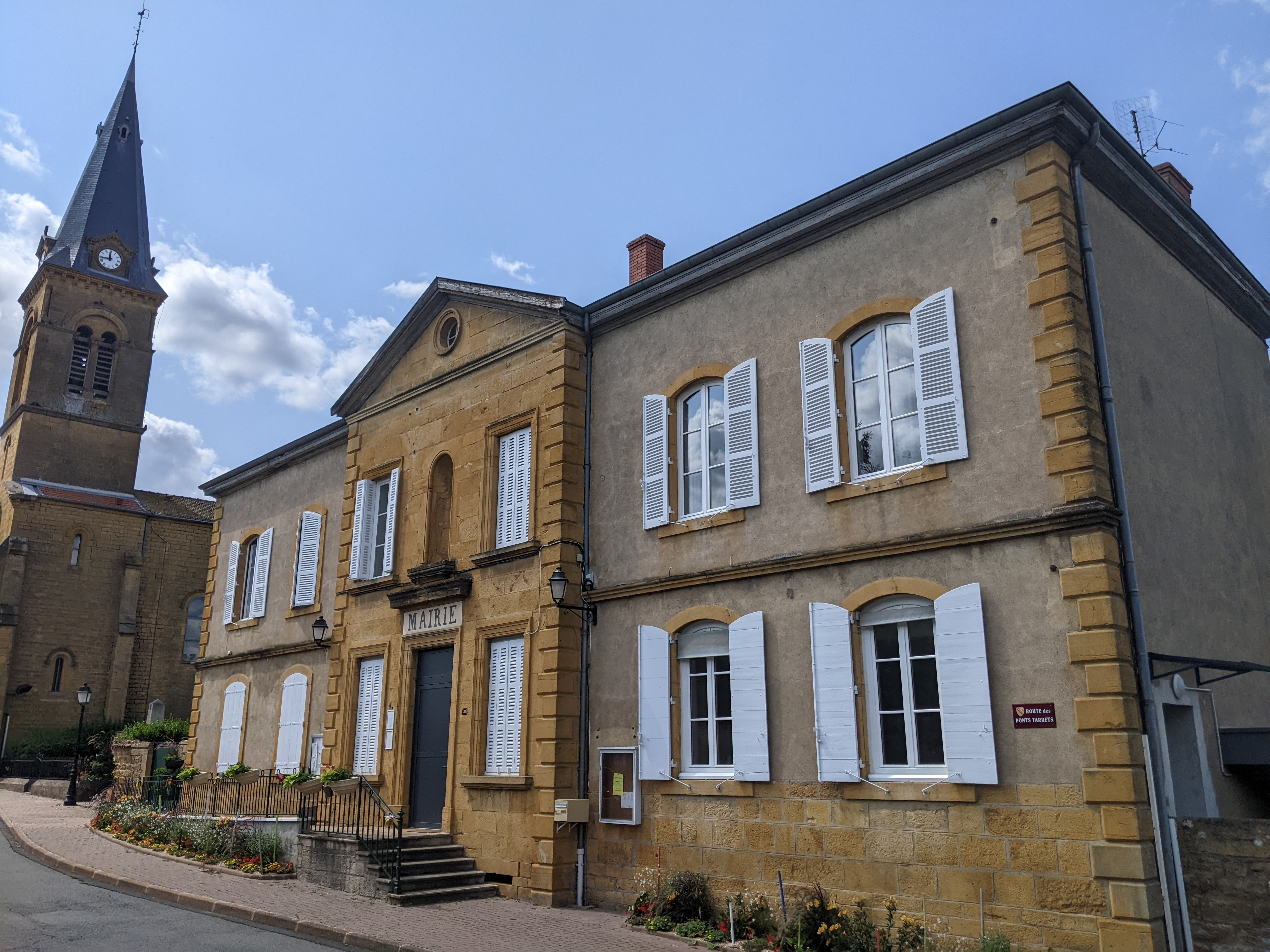
Mairie de Légny.

### Administration municipale
| Période                                  | Période  | Identité          | Étiquette | Qualité |
| ---------------------------------------- | -------- | ----------------- | --------- | ------- |
| mars 2008                                | en cours | Sylvie Jovillard  |           |         |
| 2001                                     | 2008     | Jacques Jovillard |           |         |
| Les données manquantes sont à compléter. |          |                   |           |         |

### Politique de développement durable
La commune a engagé une politique de développement durable en lançant une démarche d'Agenda 21 en 2008.

### Intercommunalité
La commune fait partie de la communauté de communes Beaujolais Pierres Dorées.

## Population et société

### Démographie
L'évolution du nombre d'habitants est connue à travers les recensements de la population effectués dans la commune depuis 1793. Pour les communes de moins de 10 000 habitants, une enquête de recensement portant sur toute la population est réalisée tous les cinq ans, les populations de référence des années intermédiaires étant quant à elles estimées par interpolation ou extrapolation. Pour la commune, le premier recensement exhaustif entrant dans le cadre du nouveau dispositif a été réalisé en 2004.

En 2022, la commune comptait 699 habitants, en évolution de +5,27 % par rapport à 2016 (Rhône : +3,93 %, France hors Mayotte : +2,11 %).
| 1793 | 1800 | 1806 | 1821 | 1831 | 1836 | 1841 | 1846 | 1851 |
| ---- | ---- | ---- | ---- | ---- | ---- | ---- | ---- | ---- |
| 308  | 328  | 409  | 403  | 397  | 386  | 401  | 383  | 402  |

| 1856 | 1861 | 1866 | 1872 | 1876 | 1881 | 1886 | 1891 | 1896 |
| ---- | ---- | ---- | ---- | ---- | ---- | ---- | ---- | ---- |
| 423  | 440  | 484  | 430  | 474  | 451  | 463  | 461  | 424  |

| 1901 | 1906 | 1911 | 1921 | 1926 | 1931 | 1936 | 1946 | 1954 |
| ---- | ---- | ---- | ---- | ---- | ---- | ---- | ---- | ---- |
| 450  | 390  | 377  | 338  | 333  | 320  | 294  | 279  | 263  |

| 1962 | 1968 | 1975 | 1982 | 1990 | 1999 | 2004 | 2006 | 2009 |
| ---- | ---- | ---- | ---- | ---- | ---- | ---- | ---- | ---- |
| 224  | 232  | 254  | 322  | 337  | 449  | 469  | 493  | 571  |

| 2014 | 2019 | 2022 | - | - | - | - | - | - |
| ---- | ---- | ---- | - | - | - | - | - | - |
| 664  | 673  | 699  | - | - | - | - | - | - |

### Enseignement

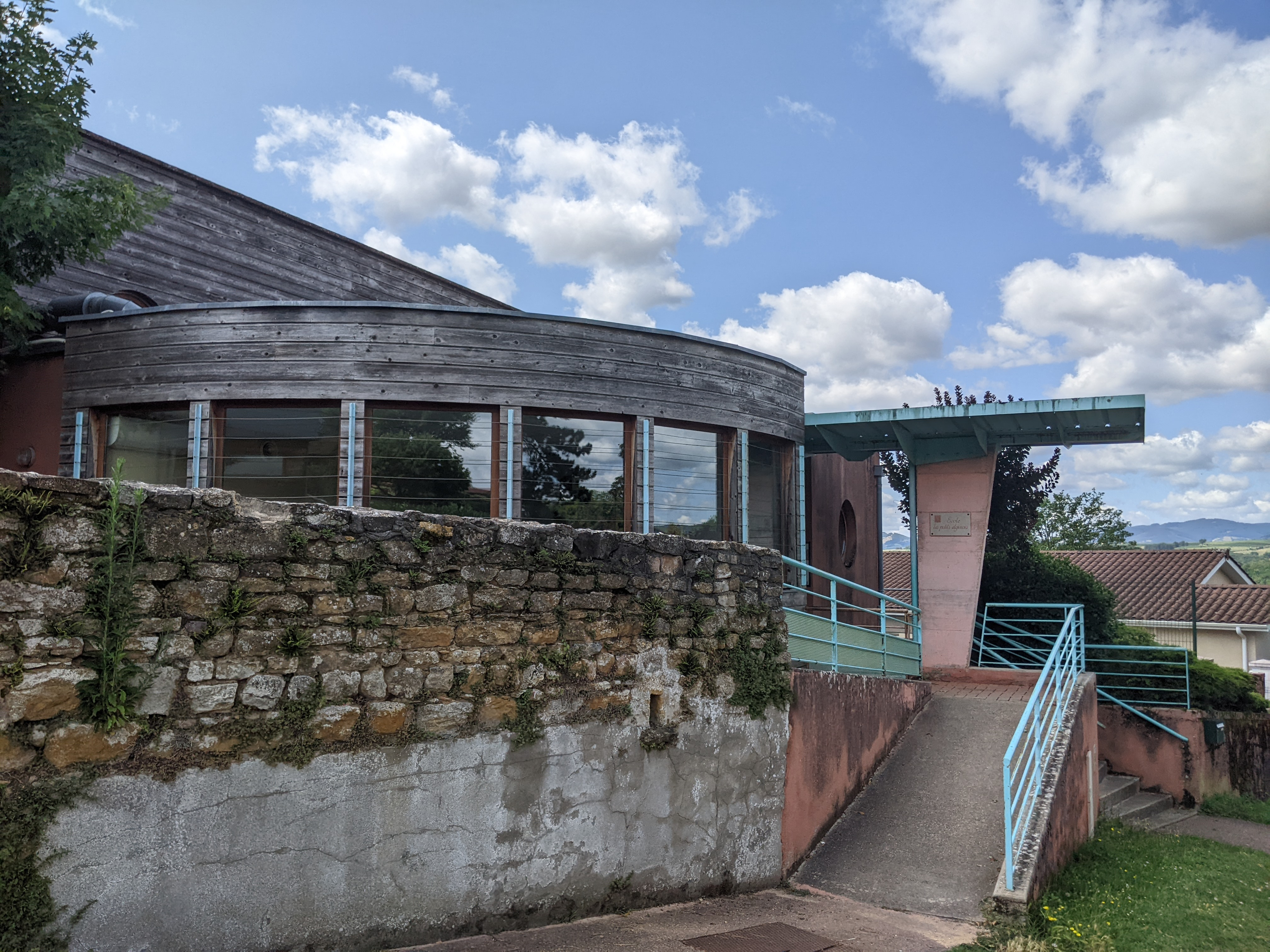
École « Les Petits Elginois ».

L'école primaire publique « Les Petits Elginois » est située au bourg, près de la mairie.
Les classes maternelles et élémentaires (~60 élèves en 2024) sont assurées par 3 enseignants et 3 personnes de l'équipe communale (2024) qui assurent également la garderie périscolaire.

### Manifestations culturelles et festivités
- Chasse aux œufs dans la forêt de La Flachère chaque année à Pâques
- Fête des conscrits
- Feux d'artifice du 14 juillet
- Illuminations en décembre
- Concours de boules
- Ball-trap
- Concours de belote

### Sports
2 terrains de tennis, terrains de boules, circuit VTT, circuit pédestre, club hippique, city stade et aire de jeux pour les petits enfants.

### Cadre de vie
Village au milieu des vignes.
Village fleuri qui possède un lavoir en pierres dorées.

### Tourisme
Le village est traversé par le Sentier de grande randonnée de pays Tour du Beaujolais des Pierres dorées.

## Culture et patrimoine

### Lieux et monuments

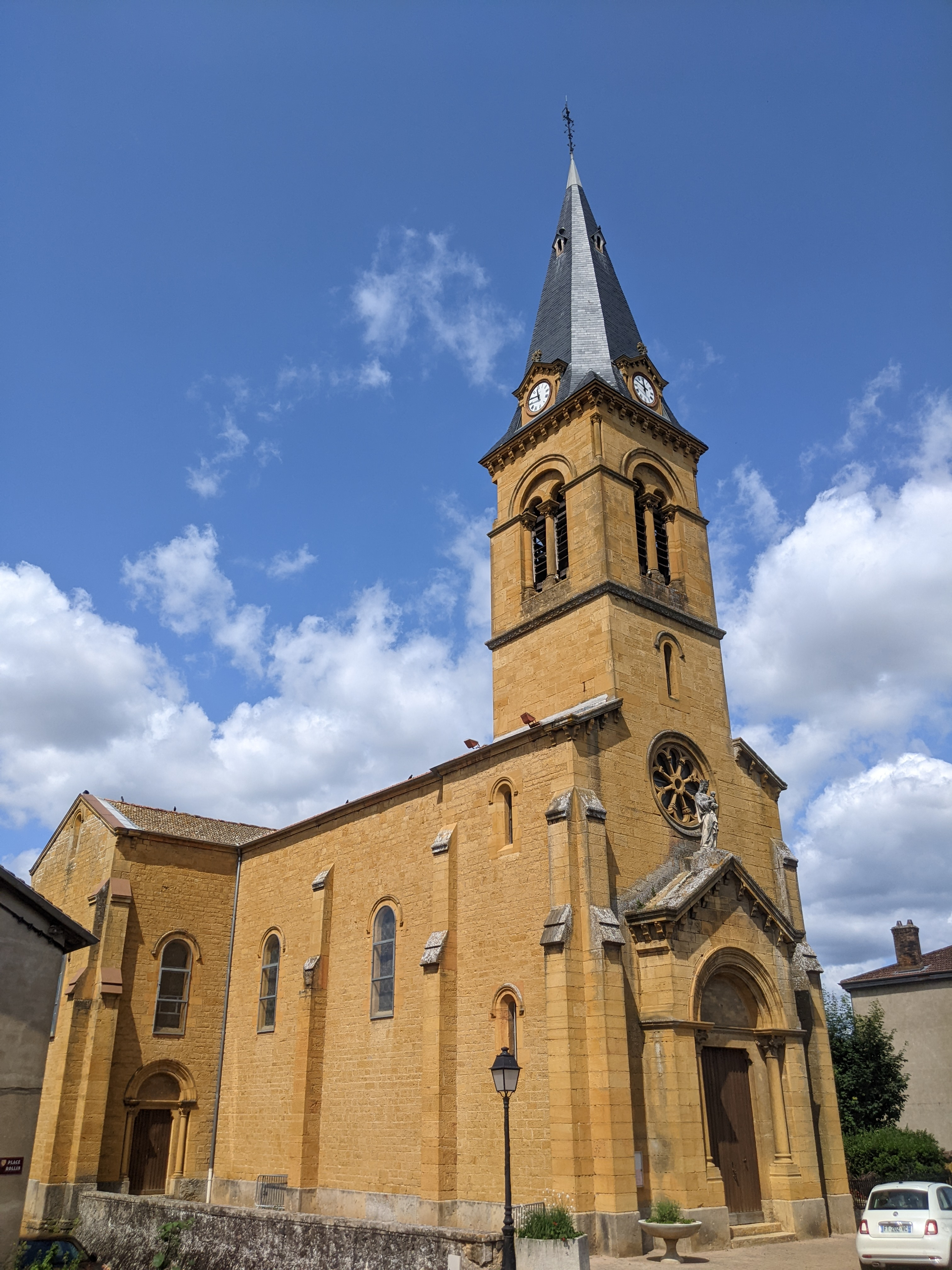
Église Saint-Étienne.

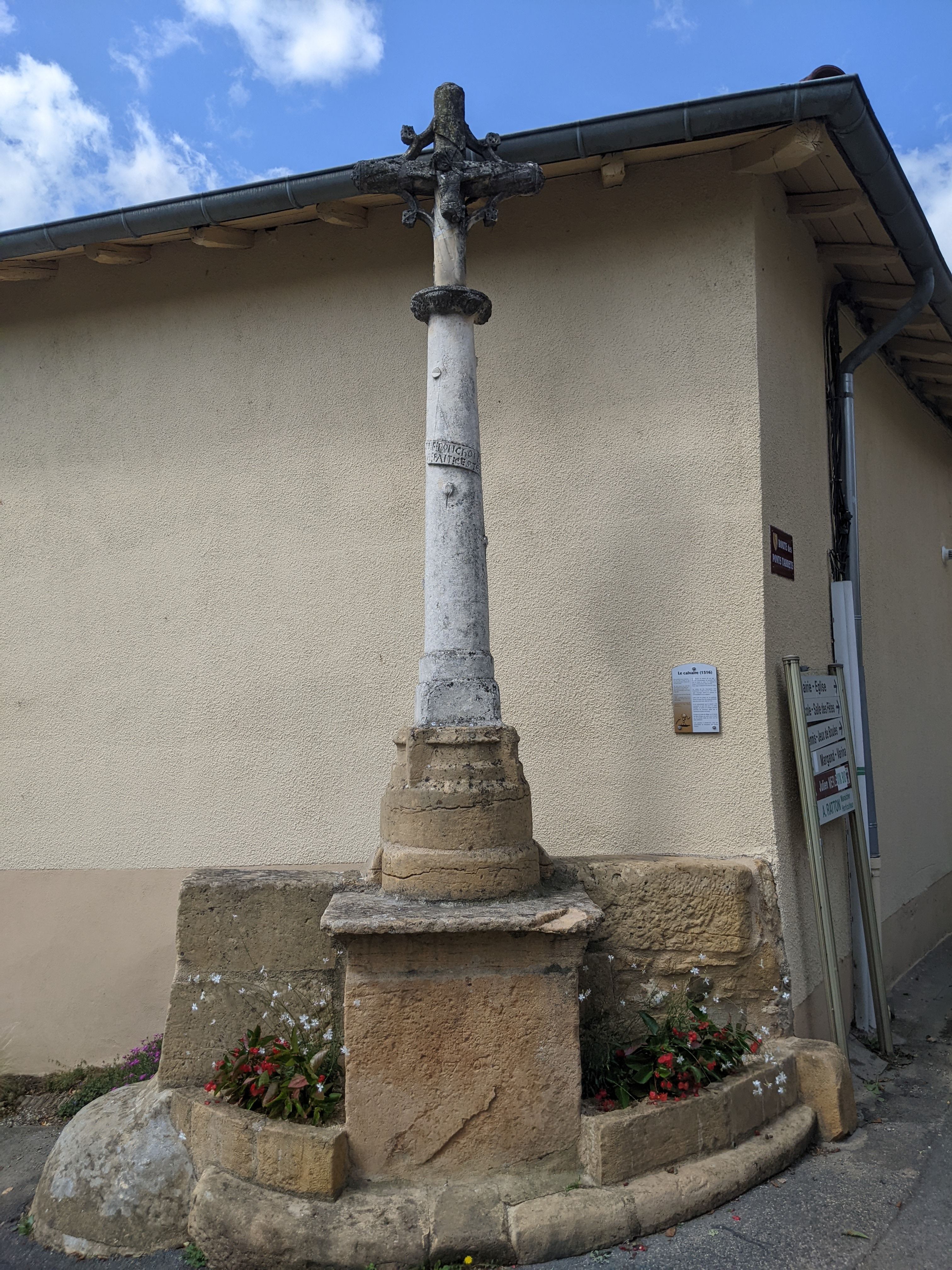
Calvaire de 1516.

- Les Ponts Tarrets, sont le principal hameau de la commune, carrefour situé à la confluence des rivières du Soanan et de l'Azergues. Il est devenu un lieu d'activités touristiques, artisanales et commerciales. C'est aussi un point de passage du Tour pédestre des Pierres Dorées.
- La gare du Bois-d'Oingt-Légny a servi de décor pour une scène du film télévisé de 1975 Les Amants d'Avignon d'après le roman d'Elsa Triolet.
- La Flachère, accessible en voiture est une forêt tranquille où les randonneurs peuvent flâner. Des panneaux permettent de s'informer sur les arbres en présence. Lieu idéal pour le pique-nique.

### Personnalités liées à la commune
- Marius Vivier-Merle, syndicaliste et résistant, est né dans la commune en 1890.